# Nattens Gaspard
Nattens Gaspard (fransk: Gaspard de la nuit) med undertitlen Fantasier i Rembrandts og Callots manér er en samling prosadigte skrevet af den franske digter Aloysius Bertrand (1807-1841), og udgivet posthumt i 1842 af forfatterens ven og velynder, David d'Angers.
Værket betragtes som genrens første eksempel og inspirerede Charles Baudelaire til at skrive Parisisk Spleen. Senere fik det stor betydning for blandt andre Stéphane Mallarmés digtning og for André Breton, der besang Bertrand i det første surrealistiske manifest (Manifeste du surréalisme, 1924).
Maurice Ravel har endvidere skrevet en berømt klaversuite over værket, Gaspard de la nuit: Trois poèmes pour piano d'après Aloysius Bertrand (1908).